# Hadar, Etiopija
Hadar ali formacija Hadar (napisano tudi Kad dakar, Kadakar; Afar 'bel' [kidi] 'potok' [dakar]) je je paleontološko najdišče fosilov v okrožju Mille, upravna cona 1 regije Afar, 15 km gorvodno (zahodno) od mostu na cesti A1 čez reko Avaš v Etiopiji.
Je na južnem robu Afarskega trikotnika (del vzhodnoafriškega Velikega tektonskega jarka), ob levem bregu reke Avaš, med dvema manjšima pritokoma, istoimenskima Kada Hadar in Kada Gona. Leta 1972 je Taieb organiziral majhno raziskovalno poizvedovanje regije Afar, da bi raziskal več tamkajšnjih paleontoloških najdb. Po šestih tednih raziskovanja se je skupina osredotočila na lokacijo Hadar.
Najdišče je prineslo nekaj najbolj znanih fosilov homininov, vključno z avstralopitekom Lucy. Ti fosili so stari od približno 3,42 do 2,90 milijona let. Te najdbe nam omogočajo boljše razumevanje evolucije homininov v tem obdobju.
Domneva se, da so bili vzorci v regiji odloženi prek velikega rečnega sistema s povezanimi kanali prelomov, deltami in razdelilnimi kanali, pa tudi občasnimi transgresijami paleolazera Hadar, ki je vzhodno od raziskovalnega območja, ki so morda povezani z geološko dejavnostjo ali podnebnimi cikli vsaj v članici Kada Hadar (Jemane in drugi, 1996, Jemane, 1997, Campisano in Feibel, v tisku).
Po mnenju Jona Kalba zgodnji zemljevidi kažejo karavanske poti, ki potekajo znotraj 10 do 15 km od Hadarja, vendar ne skozi njega. Britanski raziskovalec L. M. Nesbitt je leta 1928 prehodil 15 km zahodno od Hadarja.

## Geologija
Kamnine v regiji so sestavljene predvsem iz blatnikov, meljevcev, drobnozrnatih peščenjakov in vulkanskih tufov. Regija Hadar je bila razdeljena na štiri geološke člene - Basal (~3,8–3,42 Ma), Sidi Hakoma (~3,42–3,26 Ma), Denen Dora (~3,26–3,2 Ma) in Kada Hadar (<~3,2 Ma) — s tremi tufi (Sidi Hakoma Tuff [SHT], Triple Tuff [TT] in Kada Hadar Tuff [KHT]), ki ločujejo štiri člene.
Člen Sidi Hakoma se nagiba k visoki količini padavin in nizki sezonskosti. Zgornji člen Denan Dora je bil travniški habitat. Nazadnje je bil člen Kada Hadar še bolj odprt in suh habitat, kot je razvidno iz velikega števila antilopinov, ki pogosto zahajajo na te vrste teren.

## Paleontologija
Prva paleogeološka raziskovanja območja Hadar je izvedel Maurice Taieb. Hadar je našel decembra 1970, ko je sledil reki Ledi, ki izvira v visokogorju severno od Batija in se izliva v reko Avaš. Taieb je na tem območju našel več fosilov in maja 1972 vodil skupino nazaj v Hadar. Oktobra 1973 je 16 posameznikov z Mednarodno raziskovalno odpravo Afar (IARE) prispelo v Hadar in tam taborilo dva meseca, v katerem so našli prvi fosil hominina. (Taieb v svoji knjigi Sur la Terre des premiers Hommes iz leta 1985 trdi, da je polja Hadar odkril leta 1968, vendar Kalb trdi, da je ta trditev napačna.) Skupina IARE je preučila vrsto sedimentnih plasti, imenovanih formacija Hadar, ki je bilo datirano v pozni pliocen do zgodnje pleistocenske dobe (3,5 do 2,3 milijona let nazaj).

### Odkritje Lucy
Antropolog Donald Johanson, član odprave leta 1973 v Hadar, se je vrnil naslednje leto in pozno jeseni 1974 odkril fosil hominina Lucy. V žlebu je opazil desno proksimalno ulno, ki ji je sledila okcipitalna kost, stegnenica, nekaj reber, medenica in spodnja čeljust. V dveh tednih je bilo identificiranih in katalogiziranih skoraj 40 % okostja hominoidov. Lucy je najbolj znan fosil, ki so ga našli v Hadarju. Lucy je med najstarejšimi fosili hominina, ki so jih kdaj odkrili in je bila pozneje taksonomsko razvrščena kot Australopithecus afarensis. (Ime Lucy je navdihnila pesem Lucy in the Sky with Diamonds skupine The Beatles, ki so jo predvajali po radiu v baznem taboru.)

### Vzorci in sklepi
Leta 1975 je Donald Johanson odkril še eno odkritje na bližnjem mestu v Hadarju: 216 primerkov iz približno 17 posameznikov, najverjetneje sorodnih in različnih starosti, imenovanih AL 333 (pogovorno imenovanih 'prva družina').
Približno trideset let kasneje so v bližnji Dikiki našli drugo fosilno okostje Australopithecusa afarensisa v ločenem izdanku formacije Hadar na drugi strani reke Avaš. Okostje je triletne deklice, ki so jo pozneje poimenovali Selam, kar v amharskih etiopskih jezikih pomeni 'mir'.
V letih 1973 in 1974, ko je prišlo do prvih anatomskih odkritij, je njihova velikost in oblika kazala na različne taksone, nadaljnje raziskave pa so potrdile, da je tu prisoten le en takson hominina. Prva najdba tam je bil fosil kolenskega sklepa, za katerega se ocenjuje, da je bil star 3,4 milijona let. Od takrat je raziskovalno območje Hadar dalo 370 primerkov A. afarensis, en primerek Homo in 7571 dodatnih primerkov vretenčarjev.
Najdeni primerki kažejo vrsto različnih primitivnih značilnosti lobanjskega konice, ki kažejo, da se A. afarensis razlikuje od drugih vrst avstralopitekov: majhna lobanjska prostornina, nebo podobno afriškim opicam (vzporedne zobne vrste, plitvo, dolgo od spredaj nazaj, ozko od ene strani do druge), primitivna okcipitalna, bazalna anatomija lobanje, visoka frekvenca unikuspidalnih tretjih premolarjev, prognatični obraz in primitivna anatomija mandibule. Postkranialno medenica, koleno, gleženj in stopalo kažejo na običajno, kopensko bipedalizem, toda opičje ukrivljene kosti prstov in stopal so ohranile lastnosti prednikov kot opice.

## Paleofavna
Čeprav je avstralopitek dobro znan po svojem odkritju že od 1970-ih, drugi primerki iz formacije Hadar vsebujejo več fosilnih ostankov artiodaktilijev, perisodaktilov, karnivorov, proboscidejev in drugih afriških vrst, ki so dobro ohranjene. Bovidi, najdeni v formaciji, so vključevali Aepycerotini (Aepyceros), Alcelaphini (Damalborea in Parmularius), Antilopini (Gazella), Bovini (Ugandax in Pelorovis [?]), Caprini (Budorcas), Cephalophini, Hippotragini (Oryx), Neotragini (Raphicerus) [?] in Madoqua), Reduncini (Kobus) in Tragelaphini (Tragelaphus). Artiodaktili zunaj družine bovidov so bili tudi prisotni v formaciji in sicer žirafe (Giraffa in Sivatherium), Hippopotamidae (Hippopotamus) in svinje (Kolpochoerus, Notochoerus in Nyanzachoerus). Medtem ko dokončnega seznama mesojedcev, najdenih v Hadarski formaciji, še ni, potrjeni rodovi, ki so bili najdeni v Hadarski formaciji, vključujejo kanide (Canis in Nyctereutes), felide (Dinofelis, Leptailurus, Felis, Homotherium in Panthera), hijanidi (Chasmaporthetes, Ikelohyaena, Crocuta, Hyaena in prim. Pliocrocuta), herpestidi (Herpestes in prim. Helogale), goščarji (Mellivora, Enhydriodon, in prim. Poecilogale) in viverrid (prim. Civettictis). Sesalci znotraj formacije zunaj družin artiodaktilov in mesojedcev vključujejo netopirja (indeterminant), leporida (Lepus), kopitarja (Eurygnathohippus), nosoroge (Ceratotherium in Diceros), primate starega sveta (Parapapio, Theropithecus, in Cercopithecoides), proboscideans (deinothere Deinotherium in sloni Elephas, Loxodonta in Mammuthus) divji prašiči (Hystrix in Xenohystrix), muridni glodavci (Gerbilliscus, Acomys, Golunda, Oenomys, Praomys, Saidomys, Millardia in Mus), spalacid Tachyoryctes, veveričji indet in vrsta mrhovca. V formaciji Hadar so prisotni tudi taksoni znotraj drugih razredov, kot so ptice (Plectropterus, Balearica, Anhinga in Struthio) in plazilci (Crocodylus, Python, Varanus in Bitis).